# Horváth Csenge (színművész)
Horváth Csenge (Budapest, 1995. május 5. –) magyar színésznő.

## Életpályája
1995-ben született. Édesapja zeneszerző, édesanyja szolfézs tanár. Gyermekként hegedülni és zongorázni tanult. Középiskolai tanulmányait az Alternatív Közgazdasági Gimnáziumban végezte. 2015–2020 között a Színház- és Filmművészeti Egyetem hallgatója. Gyakorlatát a Komáromi Jókai Színházban töltötte. 2020-tól a veszprémi Petőfi Színház tagja volt. 2022-től a József Attila Színház színésznője.

## Fontosabb színházi szerepei
- William Shakespeare: Ahogy tetszik... Célia, Frigyes herceg lánya
- Molière: Tartuffe... Dorine, Mariane komornája
- Henrik Ibsen: Hedda Gabler szkeccsek... Elvstedné
- Bertolt Brecht – Kurt Weill: Koldusopera... Polly
- Georges Feydeau: Bolha a fülbe... Antoinette
- Erich Kästner: A két Lotti... Gerlach kisasszony
- Ken Ludwig: A hőstenor... Maggie, Saunders lány
- Bródy Sándor: A tanítónő... Hray Ida
- Lőkös Ildikó – Kálloy Molnár Péter: A mindenség elmélete... Jane Hawking
- Huszka Jenő – Martos Ferenc: Lili bárónő... Lili bárónő
- Békeffi István – Éri-Halász Imre – Eisemann Mihály: Egy csók és más semmi... Annie
- L. Frank Baum: Óz, a nagy varázsló... Dorka
- E. T. A. Hoffmann – Szurdi Miklós – Szomor György – Valla Attila: Diótörő és egérkirály... Marika
- Hedry Mária – Radványi Balázs: Kukamese... Üvegénia, fehér üveg
- Bozsó József – Kocsák Tibor: Hagymácska... Retek Rita
- Lévay Szilveszter – Michael Kunze: Mozart!... Nannerl Mozart

## Filmes és televíziós szerepei
- Egynyári kaland (2015) ...Klementina
- Cseppben az élet (2019) ...Fiatal Irén
- Alvilág (2019) ...Eladó az üzletben
- Akik maradtak (2019) ...Juli
- A Király (2022)
- …a szomszéd tehene (2024) ...Dina

## Díjai
- Soós Imre-díj (2024)[9]